# 우즈베키스탄의 국장

우즈베키스탄의 국장

우즈베키스탄의 국장 (키릴 문자 버전)

우즈베키스탄 공화국의 국장(우즈베크어: Oʻzbekiston Respublikasi davlat gerbi)은 1992년 7월 2일에 제정되었다.
국장 가운데에는 떠오르는 태양 바탕에 후마라는 새가 날개를 펼치고 있는 형상의 디자인이 그려져 있으며 국장 위에 그려져 있는 파란색 팔각별(루브 엘 히즈브) 안에는 하얀색 초승달과 별이 그려져 있다.
후마는 사랑과 행복, 자유의 상징으로 여기는 새이며 팔각별은 우즈베키스탄의 종교인 이슬람교의 상징이다. 국장 왼쪽에는 목화가 장식되어 있으며 국장 오른쪽에는 밀 이삭이 장식되어 있다.
국장 아래쪽에는 파란색, 하얀색, 초록색 세 가지 색의 가로 줄무늬로 구성된 리본이 목화와 밀 이삭을 묶고 있으며 리본 가운데에는 "우즈베키스탄"("O‘zbekiston")이라는 국명이 우즈베크어로 쓰여져 있다.

## 역대 우즈베키스탄의 국장

우즈베크 소비에트 사회주의 공화국의 국장